# Samadhi
Samādhi (समाधि en sanskrit devanāgarī) est un terme utilisé dans la philosophie indienne et bouddhiste. Son usage généralisé a entraîné un important élargissement sémantique : ce substantif masculin signifie « union, totalité, accomplissement, achèvement, mise en ordre, concentration totale de l’esprit, contemplation, absorption, extase, enstase ».
- Dans l'hindouisme, c'est le nom de la huitième et dernière étape de l'aṣṭāṅga-yoga qui est exposée dans les Yoga Sūtra de Patañjali, durant laquelle l’esprit du yogi réalise la « réalité ultime »[3]. Dans l'interprétation védantique du yoga il désigne un état d'union avec le « dieu » intérieur (âtman) ou d'absorption dans l'absolu (brahman)[4].
- Dans le bouddhisme, ce terme a deux acceptions : concentration et établissement dans l'éveil.

## Le samādhi dans la tradition bouddhique

### Le samādhi en tant que concentration
En tant que concentration, le samādhi est associé à la pratique de méditation appelée samatha bhavana, le développement de la tranquillité. La concentration mentionnée ici est donc un état d'esprit particulier : il ne s'agit pas de la concentration ordinaire, utilisée pour effectuer des tâches intellectuelles.
Plusieurs niveaux de concentrations sont distingués :
Concentration grossière, ou préliminaire (parikamma samādhi)Il s'agit des premières expériences d'un méditant. Il est capable de maintenir son esprit sur un signe appris pendant quelques secondes seulement, voire quelques minutes.
Concentration d'approche (upacāra samādhi)Ou concentration de proximité. Le méditant ne considère plus l'objet initial mais se concentre sur le signe réfléchi, une image embellie de l'objet initial. Par exemple, dans la pratique de Anapanasati, le souffle sera perçu comme soyeux, lisse ou délicieux. La concentration peut être maintenue beaucoup plus longtemps.
Concentration d'insertion (appana samādhi)Il y a unification avec l'objet de concentration et développement d'un état modifié de conscience. Voir dhyāna, arupajhana.
La méditation vipassana développe également un type de samādhi appelé khanika samādhi (concentration momentanée), dirigée non pas vers un objet fixe comme avec samatha, mais sur des phénomènes changeants du corps et de l'esprit.
Ajahn Brahm récuse la traduction de samādhi par "concentration", car le samādhi n'est pas le résultat d'un effort : c'est une "tranquillité attentive" qui permet de soutenir la vigilance sur un unique objet.

### Le samādhi en tant qu'établissement dans l'éveil
À ce titre, le samādhi est le huitième membre du noble sentier octuple.
Cette double signification du mot samādhi a entraîné chez les premiers interprètes occidentaux du bouddhisme nombre d'incompréhensions : pour eux, la culmination du noble sentier octuple représentée par le samādhi était une "simple" concentration, ce qui rabaissait tant le but du bouddhisme, l'éveil, que la voie y menant, le noble sentier octuple.

### Le samādhi dans la triple pratique de dhyāna
Les traditions chinoise et japonaise du bouddhisme ont beaucoup insisté sur la notion de triple pratique du dhyâna qui est éveil (chan en chinois et zen en japonais): 
Sila
le sens traditionnel est respect des préceptes et action vertueuse, mais le terme désigne ultimement l'action dépourvue de toute contamination egotique ;
Prajnā
vision et compréhension hors de toute projection personnelle ;
Samādhi
désigne traditionnellement les différentes formes de la concentration, mais la portée du terme sera élargie ici, notamment dans l'esprit des enseignements de certains patriarches chinois du chan (Huineng (japonais Eno, 638-713), Shenhui (668-760), Xiyun (Obaku, ?-850):
Ultimement, dans le bouddhisme, le samādhi est non-demeure et absence de tout point d'appui. De là, ce qui est non attachement est samādhi. Ce n'est donc ni se détourner délibérément des pensées et des images ni chercher à y demeurer, ni encore chercher à se concentrer sur un seul point ou objet. Cependant, les différentes formes de concentration visant à pacifier progressivement l'esprit peuvent être des moyens utiles menant au samādhii ultime.
Celui-ci est renoncement à toute production de la conscience et jusqu'au renoncement à l'idée même de renoncer. Cette non demeure est à concevoir comme non production de déterminé. Sans aucun souvenir, sans aucune attache, c'est la condition propice pour que la conscience propre (skandha) fonctionne en harmonie avec la conscience unitaire (dharmadhatu). Comme le mentionne Huineng dans le Sūtra de l’Estrade : « Il suffit que samādhi soit là pour que prajnâ soit là et vice versa... ». Les trois aspects de la triple pratique du dhyana fonctionnent comme un tout organique dont on ne peut isoler un élément ; c'est pour des raisons pédagogiques que cette distinction a été introduite.
Dans la tradition zen, zazen est le prototype de l'union du sila, du samādhi et du prajñā. En effet, il combine l'absence d'action egotique (sila), l'absence de production délibérée de pensée et d'opinion personnelle (samādhi) et l'absence d'appropriation d'un point de vue particulier (prajñā). Aussi zazen y est-il considéré comme équivalent au dhyana, mais sans que le dhyana se limite à la sphère du zazen.

## Les samādhi dans la tradition yogique
Le mot samādhi, dans l'hindouisme a les significations suivantes :
1. le huitième et dernier membre du Rāja Yoga et du Haṭha Yoga ;
2. état d'union avec le Dieu personnel ou d'absorption dans l'Absolu ;
3. état de supraconscience, passage sur l'un des plans de conscience supérieurs à l'état de veille ;
4. monument funéraire d'un sage ou d'un saint[4].

En Inde, ce que l’on appelle samādhi représente des paliers de réalisation, chacun d’eux étant un samādhi particulier. Patañjali, dans les Yoga Sūtra (IIe s. av. J.C. ?), distingue tout d’abord deux grandes subdivisions de samādhi : 
- avec ou sans support (Y.S. 1-17 & 1-18)
- selon la nature de l'objet (Y.S. 1-42, 1-43 & 1-47)

### Avec ou sans support

#### Saṃprajñāta-samādhi
Le terme Saṃprajñāta ( संप्रज्ञात en sanskrit devanāgarī) associé au terme samādhi signifie : contemplation avec conscience, avec activité de la pensée.
saṃprajñāta-samādhi, que l’on désigne aussi sous le nom de sabîja samādhi, est caractérisé par l'activité mentale vṛttis encore active ; la notion d’égo est encore présente. L’état supérieur du saṃprajñāta est désigné par le terme de vivekakhyāti ou prasamkhyāna samādhi, discrimination  entre le Soi et le non-Soi, aboutissant à l’asaṃprajñāta samādhi détaillé dans le paragraphe suivant.

#### Asaṃprajñāta-samādhi
Le terme asaṃprajñāta (असंप्रज्ञात en sanskrit devanāgarī) associé au terme samādhi signifie : état de pure conscience sans activité de la pensée, sans support.
Asaṃprajñāta-samādhi se nomme aussi nirbīja samādhi.

### Selon la nature de l'objet

#### Raisonnement (vitarka)
- Savitarka, de (sa = avec)

Le savitarka-samādhi (contemplation avec raisonnement) est caractérisé par le fait que la personne accédant à ce niveau de réalisation s’identifie aux objets grossiers : Śabda, artha et jñāna
- Nirvitarka, de (nir = sans)

Le nirvitarka-samādhi (contemplation sans raisonnement) est une contemplation sur des objets grossiers, mais le mental est en relation directe avec l'objet sans (nir) raisonnement (vitarka), comparaison ou accès à la mémoire.

#### Objets subtils
- Savicāra, de (sa = avec)

Le savicāra-samādhi (contemplation avec discrimination, vicāra) est accompagné de l'activité du mental (vṛtti), centrée sur des objets subtils : temps, espace et causalité.
- Nirvicāra, de (nir = sans)

Le nirvicāra-samādhi (contemplation sans discrimination) est une contemplation sans (nir) activité du mental (Vṛtti), où temps, espace, causalité se sont résorbés, de sorte qu'il n'y a que vacuité.

### Ānanda
Lorsque le nirvicāra-samādhi débouche sur la paix du Soi, on l’appelle ānanda-samādhi (contemplation en béatitude) (ānanda = "béatitude, félicité").

## Les samādhi selon le Vedānta
L'école Vedānta a utilisé pour son système philosophique des éléments de l'école Sāṃkhya et a classé les différents paliers de samādhi en trois catégories (guṇa), tamas, rajas et sattva :
- tāmasika samādhi : la contemplation du vide.
- rājasika samādhi, en trois étapes : 
  1. savikalpa samādhi, l'identification à l'objet en restant conscient de son identité.
  2. savitarka samādhi, l'identification raisonnée.
  3. savicāra samādhi, la connaissance de la finalité de l'objet identifié.
- sāttvika samādhi en trois étapes :
  1. ānandānugata samādhi, l'état de grâce.
  2. asmitā samādhi, l'auto-réalisation, où l'on distingue puruṣa de prakṛti.
  3. asaṃprajñāta-samādhi, l'arrêt de la pensée, où l'on atteint la libération (kaivalya)[9]. Ce palier est aussi appelé nirvikalpa (en)-samādhi, c'est un état d'« absorption totale, dénuée de conscience individuelle[10] ».